# Foro Social
El Foro Social o Foro Social Permanente o Foro Social para Impulsar el Proceso de Paz fue una iniciativa llevada a cabo por varias personas y organizaciones diversas y plurales del País Vasco y Navarra en colaboración con organismos internacionales. Su finalidad fue promover la participación de la sociedad vasca a la vez que se impulsaba el proceso de construcción de paz. En marzo de 2023 organizaron el VI Foro Social, dando por concluida con ello su etapa de trabajo.
Dos fueron sus objetivos principales: por un lado, impulsar el proceso de construcción de paz vasco y, por otro, ayudar a facilitar la resolución de las consecuencias del ciclo de violencias vividos en el País Vasco y Navarra. 

## Miembros
En 2022, participaban en el Foro Social Permanente los siguientes 17 actores de la sociedad civil :
- Sindicatos: ELA, LAB, CCOO, Steilas y ESK
- Agentes que trabajan en la defensa de la paz: Ahotsak, Bake Bidea, Baketik y Paz con Dignidad.
- Agentes que trabajan para superar las consecuencias del denominado conflicto vasco: Sare, Etxerat y Fundación Egiari Zor.
- Agentes que trabajan en el campo de la memoria: Gernika Batzordea.
- Movimiento feminista: Bilgune Feminista.
- Otros: Herri Eliza, Antxeta Irratia e Hitz&Hitz.

## Historia
Esta dinámica se puso en marcha en junio de 2016. El punto de partida fueron las 12 recomendaciones del primer Foro Social organizado en Pamplona y Bilbao en 2013, que se pueden resumir en los siguientes cinco ejes:
1. Construir acuerdos básicos para abordar los principales retos del proceso de construcción de paz.
2. Diseñar, desarrollar y llevar a cabo un proceso de desarme y disolución de ETA.
3. Facilitar la reintegración de personas presas, huidas y deportadas.
4. Promover y garantizar los derechos humanos.
5. Impulsar el conocimientos de la verdad y la memoria, afrontar con honestidad el pasado y sentar las bases de la convivencia futura.

Desde entonces, el Foro Social Permanente se coinvirtió en un importante punto de referencia de los avances en el proceso de construcción de paz vasco, como por ejemplo en estos dos:
- Desarme civil y disolución de ETA, verificado por la comunidad internacional.
- La construcción de acuerdos políticos, sindicales y sociales, inimaginables antes de la creación del Foro. Por un lado, en torno al derecho de todas las víctimas de todas las expresiones de violencia a la verdad, la justicia y la reparación. Y, por otro lado, sobre la necesidad de superar la fase de excepcionalidad de la políitca penitenciaria y aplicar una política estandarizada a las personas presas de motivación políitca.

El Foro Social Permanente finalizó su etapa de trabajo el 18 de marzo de 2023, tras siete años aportando en positivo a la construcción del proceso de paz en Euskal Herria. La última iniciativa fue el sexto Foro Social celebrado en el Planetario de Pamplona y en el Palacio de Congresos y Auditorio Kursaal de San Sebastián, bajo el título «Un singular proceso de construcción de paz. Aprendizajes compartidos para los retos de futuro».
Si bien a fecha de su disolución aún quedaban cuestiones por resolver para conseguir una verdadera convivencia democrática en el País Vasco y Navarra, asentada en el respeto de todos los derechos civiles y políticos de todas las personas, el Foro Social Permanente resumió sus aportaciones de sus siete años de andadura en un documento titulado "Doce Aportaciones".